# Metaleptobasis westfalli
Metaleptobasis westfalli là một loài chuồn chuồn kim trong họ Coenagrionidae.
Loài này được xếp vào nhóm Loài ít quan tâm trong sách Đỏ của IUCN năm 2007.
Metaleptobasis westfalli được miêu tả khoa học năm 1954 bởi Cumming.